# ديوغو رينكون
ديوغو رينكون (بالبرتغالية: Diogo Augusto Pacheco da Fontoura‏) هو لاعب كرة قدم برازيلي في مركز الوسط، ولد في 18 أبريل 1980 في بورتو أليغري في البرازيل. لعب مع دينامو كييف ونادي إنترناسيونال ونادي كافالا ونادي كورينثيانز.

## وصلات خارجية
- ديوغو رينكون على موقع اتحاد أوكرانيا (الإنجليزية)
- ديوغو رينكون على موقع قاعدة بيانات كرة القدم.إي يو (الإنجليزية)
- ديوغو رينكون على موقع Soccerway.com (الإنجليزية)
- ديوغو رينكون على موقع عالم كرة القدم.نت (الإنجليزية)